# King of the Pack

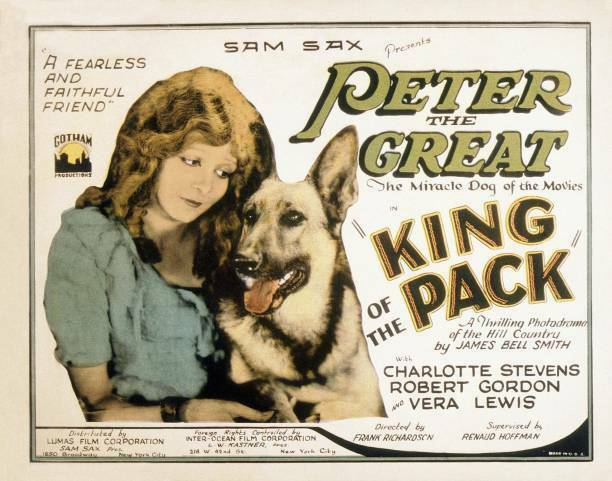

King of the Pack è un film muto del 1926 diretto da Frank Richardson che aveva come protagonista la star canina Peter the Great, qui al suo ultimo film.

## Trama
Sam Blair, un povero contadino del Tennessee rimasto vedovo con una figlia si risposa con "Widder" Gasper. La donna, però, non si rivela una buona seconda madre per la giovane Selah che deve proteggersi dai soprusi della matrigna difesa da King, il suo pastore tedesco. Kitty Carlyle, una star della commedia musicale in vacanza sulle colline, viene salvata da Selah e King dal suo cavallo imbizzarrito. Per sdebitarsi, Kitty firma un assegno di mille dollari per pagare l'istruzione di Selah.

Sam muore e Clint Sifton, l'innamorato di Selah, consiglia la ragazza, ormai orfana, di nascondere il denaro perché non se ne appropri la vedova o suo figlio Bud. King nasconde i soldi, ma "Widder" e uno dei suoi distillatori clandestini portano Selah in una grotta, dove la minacciano. Bud aggredisce la ragazza e la grotta viene incendiata. A salvare Selah arrivano King e Clint. La matrigna tenta la fuga, ma King la costringe a spingersi su un dirupo dove la donna trova la morte.

## Produzione
Il film fu prodotto dalla Gotham Productions. Fu l'ultimo film girato da Peter the Great, star canina dell'epoca, che rimase ucciso il 6 giugno di quell'anno da Fred Cyriacks durante una lite con i padroni e addestratori del cane.

## Distribuzione
Il copyright del film, richiesto dalla Lumas, fu registrato il 12 ottobre 1926 con il numero LP23267.
Distribuito dalla Lumas Film Corporation e dalla Enterprise Distributing Corporation, presentato da Samuel Sax, il film uscì nelle sale statunitensi il 5 ottobre 1926.

### Conservazione
Copia completa della pellicola si trova conservata negli Archives Du Film Du CNC di Bois d'Arcy.